# Automazione della forza di vendita
L'automazione della forza di vendita, in lingua inglese Sales Force Automation, nota anche con la sigla SFA, si riferisce a programmi informatici aziendali di supporto alle vendite.
I sistemi di SFA provvedono alla comunicazione tra venditore e centrale operativa, programmano e controllano l'azione dei venditori, li assistono nella messa a punto di un piano di vendita o di promozione di un determinato prodotto e sussidiano la raccolta degli ordini dei clienti evitando movimentazione cartacea, riducendo la possibilità d'errore umano e velocizzando l'arrivo dei dati relativi agli ordini nella sede centrale. Essi sono adoperati spesso in contesti nei quali gli operatori di vendita sono sparsi sul territorio (ad esempio venditori porta a porta, informatori scientifici).
Per esempio un venditore potrebbe avvisare un cliente di una nuova promozione, non sapendo che il cliente aveva già parlato con un collega dell'assistenza per un problema su un altro prodotto. Non sarebbe questo il momento opportuno per proporre una nuova offerta. Tramite i sistemi SFA si evitano questo tipo di problemi causati dalla non sincronia dei vari organi o reparti di un'azienda.